# Xantofyl
Xantofyl er et gult farvestof, beslægtet med karotin, som findes i plantecellers grønkorn.
| Biokemi | Spire Denne biokemiartikel er en spire som bør udbygges. Du er velkommen til at hjælpe Wikipedia ved at udvide den. |